# Operophtera
Operophtera is een geslacht van vlinders uit de familie van de spanners (Geometridae) en de onderfamilie Larentiinae.

## Soorten
- Operophtera bruceata Hulst, 1886
- Operophtera brumata (Linnaeus, 1758) - kleine wintervlinder
- Operophtera crispifascia Inoue, 1982
- Operophtera fagata Scharfenberg, 1805 - berkenwintervlinder
- Operophtera groenlandica de Lesse, 1951
- Operophtera hyperborea Hulst, 1896
- Operophtera isaaki Isaak, 1936
- Operophtera japonaria Leech, 1891
- Operophtera nana Inoue, 1955
- Operophtera occidentalis Hulst, 1896
- Operophtera peninsularis Djakonov, 1931
- Operophtera rectipostmediana Inoue, 1942
- Operophtera relegata Prout, 1908
- Operophtera tenerata Staudinger, 1896